# 索利塔里奧島
67°52′S 68°26′W / 67.867°S 68.433°W
索利塔里奧島（Solitario Island），是南極洲的島嶼，位於阿德萊德島南端，處於蓋布里昂群島以南6公里，在1957年被繪入阿根廷地圖，現時由南極條約體系管理。